# Шосе A10 (Ботсвана)
Шосе A10 — бічна дорога доріг A1 і A2, що веде від Каньє до Габороне, столиці Ботсвани. Має 80 кілометрів в довжину.